# Castell d'Hortoneda
El Castell d'Hortoneda, popularment conegut com la Torre de Cal Músic i en alguns mapes denominada Torre de Roca Santa, està situat dalt d'un turonet al nord-est del poble d'Hortoneda, que corona i domina el poble. Pertany a l'antic terme d'Hortoneda de la Conca, actualment del terme de Conca de Dalt, de la comarca del Pallars Jussà. És una obra declarada Bé Cultural d'Interès Nacional.

## Descripció
Les restes de la torre se situen al turó que domina el poble d'Hortoneda, al costat d'un dipòsit d'aigua que s'assenta sobre antigues estructures. De la torres, de planta circular, només queda el reble interior, tot i que segurament tenia un recinte ampli.
En un primer moment pertangué als Orcau, però aviat fou unit al comtat de Pallars Jussà, del qual passà més tard als ducs de Cardona i finalment als Medinaceli.
En queden poques restes: la part baixa d'una torre circular, així com algunes restes més de parets, tot molt malmès. L'esplanada que acollia el castell és actualment un erm en part aprofitat pel dipòsit municipal d'aigua.